# Оситная
Оситна́я (укр. Оситна) — село в Новомиргородской городской общине Новоукраинского района Кировоградской области Украины.
До 2020 года входило в Новомиргородский район
Население по переписи 2001 года составляло 467 человек. Почтовый индекс — 26043. Телефонный код — 5256. Код КОАТУУ — 3523885601.